# Lepista
Lepista es un género de hongos formadores de setas . Según el Dictionary of the Fungi (décima edición, 2008), este extendido género contiene alrededor de 50 especies.  En 1969, Howard Bigelow y Alex H. Smith convirtieron al grupo en un subgénero de Clitocybe.
Un estudio genético de 2015 encontró que los géneros Collybia y Lepista estaban estrechamente relacionados con el clado central de Clitocybe, pero que los tres eran polifiléticos, con muchos miembros en linajes eliminados de otros miembros del mismo género y, en cambio, más estrechamente relacionados con los otros dos. . Alvarado y sus colegas se negaron a definir los géneros, pero propusieron varias opciones y destacaron la necesidad de un análisis más amplio.

## Especies seleccionadas
- Lepista caespitosa
- Lepista flaccida (anteriormente Clitocybe flaccida )
- lepista gilva
- Lepista glaucocana
- Lepista inversa
- Lepista personata
- Lepista saeva (bomba de campo)
- lepista sorda

## Otras lecturas
- Gulden, G. (1983). "Estudios en Lepista (Fr.) WG Smith sección Lepista (Basidiomycotina, Agaricales)". Sidovia . 36: 59–74.
- Gulden, G. (1992). " Lepistas ". En Hansen, L. & Knudsen, H. (red. ): macromicetos nórdicos, vol 2. - Copenhague
- Harmaja, H. (1974). "Una revisión del límite genérico entre Clitocybe y Lepista ". Karstenia . 14: 82–92.
- Harmaja, H. (1976). "Una nueva revisión del límite genérico entre Lepista y Clitocybe ". Karstenia . 15: 13–15.
- Harmaja, H. (2003). "Apuntes sobre Clitocybe s. lato (Agaricales)". Annales Botanici Fennici . 40: 213–218.
- Lange, JE (1935). Flora Agaricina Dánica . enlazar 1. Copenhague.
- Moser, M. (1983). "Die Röhrlinge und Blätterpilze". Kleine Kryptogamenflora . 5. Auflage. Stuttgart.
- Petersen, JH & Vesterholt, J. (1990) (rojo. ). Danske storsvampe . Copenhague.
- Reid, AD (1968). "Iconos de colores de hongos raros e interesantes", parte 3. Suplemento Nova Hedwigia . 15: 13–14.

- Media related to Lepista at Wikimedia Commons

- Datos: Q1886599
- Multimedia: Lepista / Q1886599
- Especies: Lepista (Fungi)